# 필라델피아 제헌회의

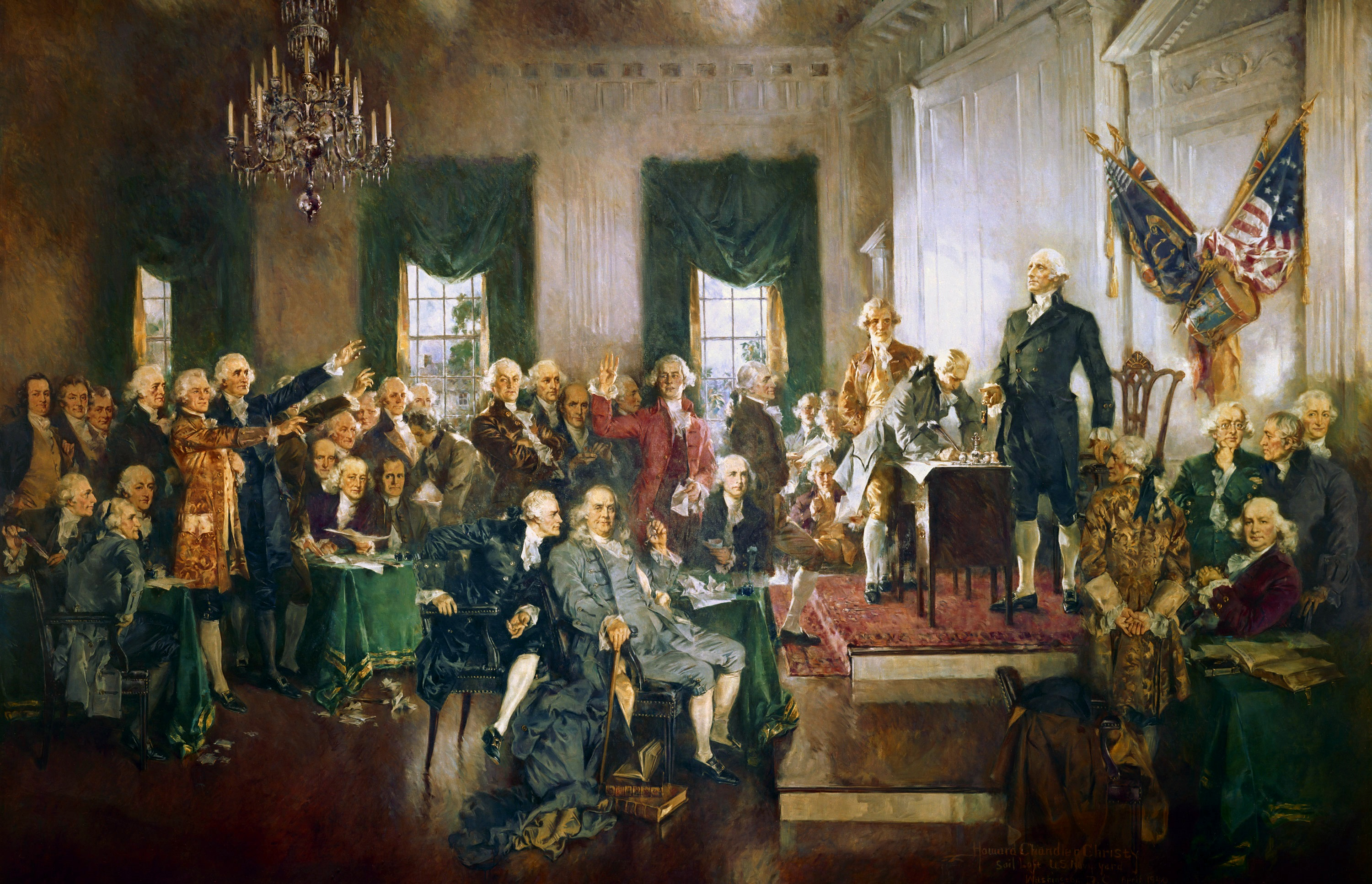
《미합중국 헌법 서명 장면》, by 하워드 챈들러 크리스티.

필라델피아 제헌회의(Philadelphia Convention) 또는 필라델피아 대회의(Grand Convention at Philadelphia)는 1787년 5월 25일에서 9월 17일까지 펜실베이니아 필라델피아에서 개최된 회의이다. 영국에서 독립 후 연합규약 하에서 운영하던 미국 지배 문제를 토의했다. 이 회의는 당초 연합규약의 개정만을 예정했었지만, 그 옹호자들을 중심이 된 제임스 매디슨과 알렉산더 해밀턴의 의도는 처음부터 현존하는 정부를 ‘수정’하는 게 아닌 새로운 정부를 만드는 것이었다. 회의 결과는 미국 헌법 제정있었다. 이 회의는 미국 역사에서도 중심이 되는 한 획을 그었다.

## 자리매김
미국 헌법이 기초되기 이전, 13개 식민지의 거의 400만명에 달하는 주민들은 제2차 대륙회의가 제정한 연합규약에 따라 운영되고 있었다. 이내 주 사이에 발발하는 다양한 갈등을 다루기에는 만성적으로 예산 부족을 겪는 원래의 연방 정부로는 부적절하다는 것을 모두가 명백하게 알게 되었다.:4–5:14–16 연합 규약은 주의 만장일치 투표에 의해서만 수정될 수 있었기 때문에, 어떤 주라도 특정 변경 사항에 의해 효과적인 거부권을 행사할 수 있는 권력을 가지고 있었다. 게다가 연합 규약은 약한 연방 정부에게 징세권을 부여하지 않았다. 따라서 예산 문제에 대해서는 완전히 주에 의존할 수 밖에 없었고, 지불을 이행하지 않는 주를 강제할 어떠한 권한도 갖지 못했다.
일단 미국 독립 전쟁의 승리에 대한 직접적인 일들은 통과가 되었지만, 여러 주들이 자신들의 이익에 눈돌리기 시작했고, 분쟁이 발생하기 시작했다. 이러한 문제들 중에 포토맥 강을 둘러싸고 발생한 메릴랜드 연방과 버지니아 연방 사이의 갈등도 있었고, 모든 주를 연결하는 보스턴 주요 도로를 통과하는 모든 교통 수단에 대한 세금에 대한 로드아일랜드의 반대 등도 포함되어 있었다. 제임스 매디슨은 주 정부가 대표자를 임명하여, 공통의 이익과 영속적인 조화를 위해 미합중국의 교역에 대해 고려하고, 언급된 주에서의 상대적 지위, 상업적 규제에서 같은 제도가 얼마나 차이가 나는 지를 고민해보자고 제안을 했다.:92
1786년 1월 21일, 버지니아 연방 의회는 제임스 매디슨의 제안에 따라 메릴랜드 아나폴리스에 각 연방 대의원을 파견하도록 초청하여 이러한 연방 간의 분쟁을 줄이기 위한 방법을 논의했다. 1786년 9월, ‘애너폴리스 회의’라고 불리게 된 이 회의에서 참석한 5개 연방 대의원들은 연합 규약의 가능한 개선점을 토론하기 위해서 헌법 회의를 요청했다. 1787년 5월 14일 필라델피아에서 헌법 회의를 개최하였다. 이 회의에서 불이익을 받을까 두려워한 로드아일랜드는 이 회의를 보이콧했으며, 헌법이 주에 상정되자, 처음에는 비준을 거부했다.

## 대의원
헌법을 초안한 55명의 대의원은 새로운 국가의 가장 뛰어난 지도자들, 즉 미국 건국의 아버지들이 포함되어 있었다. 이 회의 때 프랑스에 대사로 가 있었던 토머스 제퍼슨은 존 애덤스에게 보낸 편지에서 이 대의원들을 ‘반신’ 모임으로 성격을 규정했다. 존 애덤스도 영국에 있어 참석하지 않았지만, 대의원들을 용기를 격려하는 편지를 보냈다. 패트릭 헨리는 참석을 거부했다. 그는 “필라델피아에서 군주제를 지향하고 있는 듯한 악취를 맡았다”고 생각했기 때문이다. 존 핸콕과 새뮤얼 애덤스도 불참했다. 많은 주의 경험 많은 그리고 노련한 지도자들은 단순히 지방 행정 업무에 너무 바빴으며, 이 회의는 원래 기존의 연합규약을 개정하기로 계획되었었지, 완전히 새로운 정부를 구성하기로 한 것은 아니었기 때문이다.
| 코네티컷 연방 - 올리버 엘스워스* - 윌리엄 새무얼 존슨 - 로저 셔먼 델라웨어 연방 - 리처드 배셋 - 거닝 베드포드 주니어 - 재이콥 브룸 - 존 디킨슨 - 조지 리드 조지아 연방 - 애이브러햄 볼드윈 - 윌리엄 퓨 - 윌리엄 휴스톤* - 윌리험 피어스* | 메릴랜드 연방 - 대니얼 캐롤 - 루터 마틴* - 제임스 맥헨리 - 존 프랜시스 머서* - 대니얼 오브 세인트 토머스 제니퍼 매사추세츠 연방 - 엘비릿지 게리* - 나대니얼 고햄 - 루퍼스 킹 - 캘럽 스트롱* 뉴햄프셔 연방 - 니콜라스 길먼 - 존 랭든 | 뉴저지 연방 - 데이빗 브리어리 - 조나단 데이턴 - 윌리엄 휴스턴* - 윌리엄 리빙스턴 - 윌리엄 패터슨 뉴욕 연방 - 알렉산더 해밀턴 - 존 랜싱 주니어* - 로버트 예이츠* 노스캐롤라이나 연방 - 윌리엄 블라운트 - 윌리엄 리처드슨 데비* - 알렉산더 마틴* - 리처드 돕스 스파이트 - 휴 윌리엄슨 | 펜실베이니아 연방 - 조지 클라이머 - 토머스 피치먼스 - 벤저민 프랭클린 - 재러드 잉거솔 - 토머스 미플린 - 고버뉴 모리스 - 로버트 모리스 - 제임스 윌슨 사우스캐롤라이나 연방 - 피어스 버틀러 - 찰스 코츠워스 핑크니 - 찰스 핑크니 - 존 러틀리지 | 버지니아 연방 - 존 블레어 - 제임스 매디슨 - 조지 매이슨* - 제임스 맥클러그* - 에드먼드 랜돌프* - 조지 워싱턴 - 조지 와이드* 로드아일랜드 연방 - 로드아일랜드 연방은 대표자를 파견하지 않았다. |

(*) 미국 헌법 최종안에 서명하지 않은 인물

## 회의

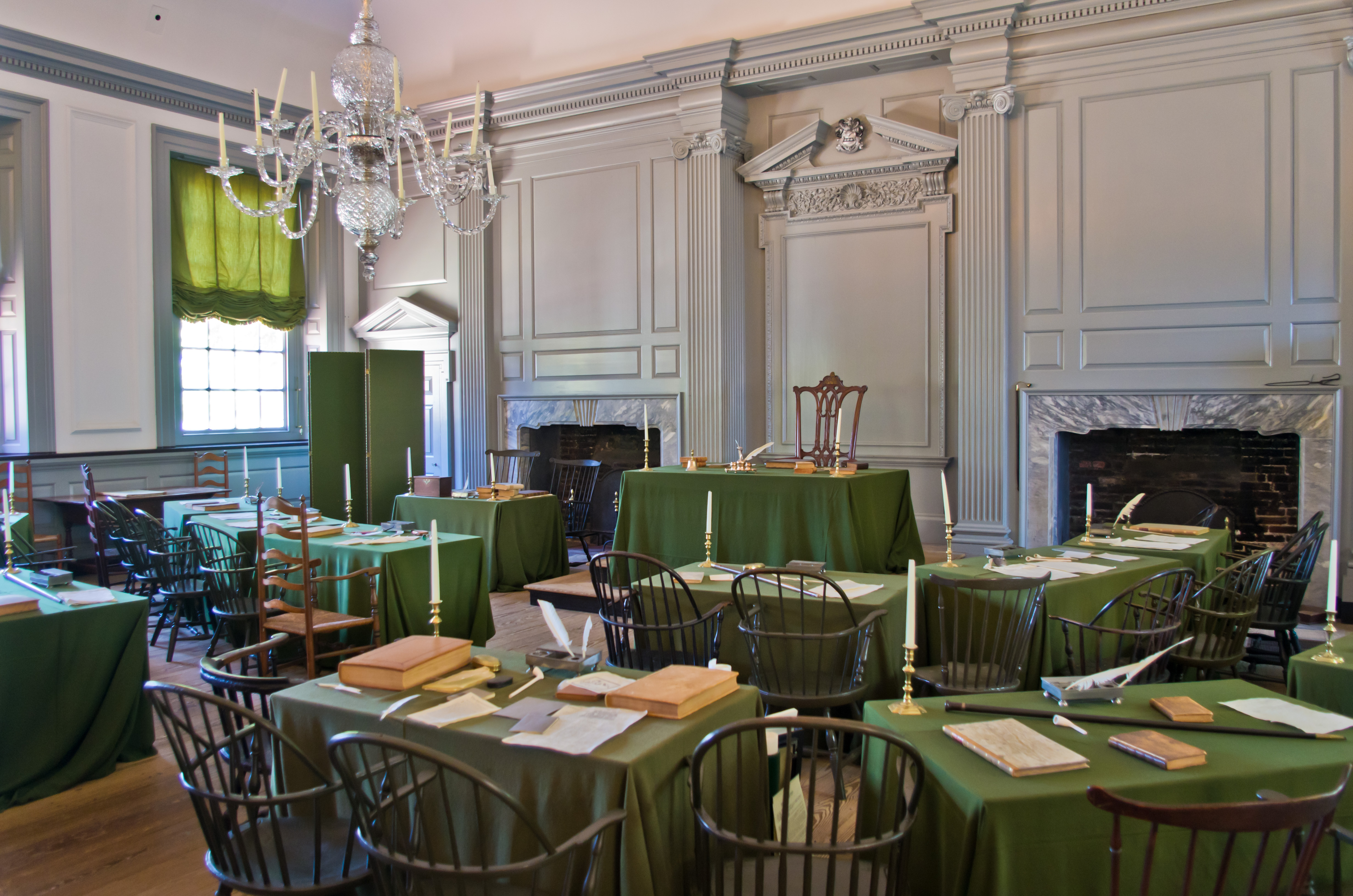
독립기념관의 회의실 (by 앙트와노 타베노)

18세기 후반 국내 여행은 어려움을 동반했기 때문에 약속된 날짜인 1787년 5월 14일에 나타난 대의원의 수는 매우 적었다. 정족수인 7개 연방이 확보된 것은 5월 25일이 되어서였다.(뉴햄프셔 대표단은 회의가 절반 이상 진행된 6월 23일에야 참석을 했다.:103) 제임스 매디슨이 가장 먼저 도착을 했고, 이내 대부분의 버지니아 대표단이 도착을 했다. 다른 대표단을 기다리는 동안, 버지니아 대표단은 ‘버지니아 안’(Virginina Plan)을 만들었으며, 이것은 제임스 매디슨이 구상하고, 작성한 것이었다. 5월 25일, 대표단은 펜실베이니아 연방 청사 (인디펜던스 홀)에서 회의를 소집했다.
조지 워싱턴이 만장일치로 회의의 의장에 선출되었고, 회의의 결론이 도출되기까지 협의와 투표가 비밀을 유지하기로 합의를 했다.:11
윌리엄 잭슨이 서기로 선출되었지만, 그의 기록은 너무 간단했고, 세부 사항이 거의 포함되어 있지 않았다. 로버트 예이츠의 노트를 보충한 매디슨의 〈1787년 연방 회의 논의 노트〉(Notes of Debates in the Federal Convention of 1787)가 이 회의의 가장 완벽한 기록으로 남아 있다. 그 논의를 통해 대표단은 끊임없이 그들의 위치를 지지할 수 있는 역사적 선례들을 언급했다. 가장 흔한 것으로 그들은 잉글랜드의 역사, 특히 명예혁명, 고대사(주로 로마공화국과 그리스 도시국가 연맹), 그리고 최근의 선례인 홀랜드와 독일의 예를 언급했다.

### 제임스 매디슨의 청사진
회의가 공식적으로 시작되기를 기다리는 동안, 제임스 매디슨은 초안의 윤곽을 잡았다. 이것이 버지니아 안으로 알려지게 된 것이며 강력한 민족주의자로서 그의 견해가 반영된 것이다. 나머지 버지니아 대의원이 도착할 무렵 펜실베이나아 대표단도 대부분 도착을 했다. 그들은 매디슨의 안에 동의를 했고 지배적인 연합을 형성했다. 회의가 시작될 무렵 취합된 유일한 청사진은 매디슨의 버지니아 안과 찰스 핑크니의 안이었다. 핑크니는 연합을 하지 못했기 때문에 매디슨의 기획안이 집중적인 심의의 대상이 되었다.
회의에서 여러 원칙이 합의되었다. 가장 중요한 것은 회의에서 연합규약의 수정에만 그쳐서는 안되며 새로운 헌법의 완전하게 만들자는데 합의를 한 것이었다. 비록 일부 대위원들은 이것을 불법으로 생각했지만 연합규약은 국가의 헌법이라기 보다는 주권 주 사이에 조약에 가까웠다. 그래서 진짜 법률 문제를 다루는데는 한계가 있었다. 그들이 합의한 또 다른 원칙은 새로운 정부는 연합 의회의 모든 권력을 가져야 하며, 주를 상회하는 부가적인 권력을 보유해야 한다는 것이었다. 일단 이러한 원칙에 합의를 했기 때문에 회의에서 버지니아 안에 투표를 하고 그것을 승인하기 위한 서명을 했다. 이것이 완료되자 그들은 수정을 시작하였다.
매디슨의 계획은 심각하게 도전받지 않았던 가정들을 세웠다. 이 숙고 기간에 계획된 양원제 의회에 대해서도, 분리된 행정 기능, 분리된 사법 기능에 대해서도 심각하게 반대를 하는 인물은 거의 없었다. 영국법도 정부를 두 개의 분리된 기능을 가진 것으로 원칙적으로 인정을 하고 있었기 때문에 입법부에 의한 법률 제정이나, 왕이나 법원에 의한 집행이 이뤄지고 있었다. 따라서 행정부와 사법부로부터 입법부를 분리한다는 것은 자연스럽고, 반발이 없었다.

## 계획안
새로운 정부 형태에 대한 몇 가지 계획안이 제출되었다. 그 중에서도 중요한 것은 "대형 연방" 계획안이라는 〈버지니아 안〉(Virginia Plan)이며, 이에 맞서 작은 연방의 이익을 대변하는 형태로 〈뉴저지 안〉(New Jersey Plan)이 제출되어 최종적으로는 〈코네티컷 타협안〉(Conneticut Compromise)을 대체로 채택하는 형태로 안건이 통과되었다.

### 버지니아 계획안
회의가 시작되기 전에, 버지니아 연방 대의원들이 모여 매디슨의 사상, 작품 및 노트북을 사용하면서 〈버지니아 안〉이라는, 즉 "대형 연방' 계획안이라는 방안으로 묶었다. 이 때문에 매디슨은 미국 헌법의 아버지로 불리기도 한다. 버지니아 계획안은 5월 29일에 버지니아 연방 지사 에드먼드 랜돌프가 제출하였고, 매우 강력한 양원제 의회를 제안한 것이다. 하원은 인구에 비례하는 대의원으로 구성한다고 제시되어 있었다. 하원 의원은 주민에 의해 선출되고, 상원 의원은 하원에 의해 선출되는 것으로 되어 있었다. 행정부는 의회의 의지를 실행하는 것을 보장하기 위해서만 존재하고 그러므로 위원회에 의해 선정되게 된다. 버지니아 계획안은 사법부를 두고, 행정부와 사법부의 몇몇은 거부권을 부여했지만, 이것은 뒤집는 것도 가능했다.

### 찰스 핑크니 방안
랜돌프가 버지니아 계획안 작성을 마친 직후, 사우스캐롤라이나 연방의 찰스 핑크니가 자신의 계획안을 회의에 제출했다. 핑크니는 사본을 만들지 않았기 때문에, 유일한 증거는 매디슨 노트였고, 자세한 내용은 밝혀져 있지않다. 그 안은 13 연방 간의 연방 또는 맹약이 있었다. 상원과 하원으로 구성된 양원제 의회가 있다. 하원은 주민 1,000명에 1명의 의원을 선출한다. 하원은 상원 의원을 선출하고, 상원 의원은 4년간 돌아가며 맡아 4개 지역에 1명의 의원을 선출한다. 의회는 양원 합동회의를 열어 대통령을 선출하고 장관도 임명한다. 의회는 양원 합동회의에서 연방 간의 논쟁에 대해 항소심 법원으로 기능한다는 방안이었다. 핑크니 또한 최고 연방 법원의 규정도 갖추고 있었다. 핑크니 계획안은 논의되지 않았지만, 세부위원회에서는 참조되었을 가능성이 있다.

### 뉴저지 계획안
버지니아 계획안이 제시된 후에, 뉴저지의 대의원 윌리엄 패터슨이 그 방안을 숙고하기 위하여 쉬는 시간을 요구했다. 연합 규약 하에서 각 연방이 완전히 평등하며 각 연방은 의회에서 1표를 가지고 있었다. 버지니아 안은 의회의 양원이 인구 비례로 의원 숫자를 구성하게 되어 있어 작은 연방의 힘을 제한하는 두려움이 있었다. 6월 14일과 15일에 작은 연방 대의원들이 모여 버지니아 방안에 대한 답변을 만들었다. 그 결과가 뉴저지 계획안이라고 불리는 것이 "소형 연방" 계획안이라고도 불리게 되었다.
패터슨의 뉴저지 방안은 궁극적으로 버지니아 계획안에 대한 반론이며, 회의 당초 계획에 매우 가까이 연합 규약의 문제를 해결하고 그 개정안이 있었다. 뉴저지 안에서는 현재 연합회의가 남아 있더라도, 과세 및 그 징집을 강제 할 수 있는 권한이 주어지게 되었다. 행정부가 만들어져 의회에 의해 선출되게 되어 있었다 (이 안에서는 여러 인물의 행정부를 인정했다). 행정부는 1기 역임 연방 주지사의 요청으로 리콜할 수 있는 것으로 되어 있었다. 또한 이 방안은 종신제의 사법부도 만들고 행정부에 임명되는 것으로 하였다. 마지막으로 의회가 설정한 법은 연방법에 우월하게 되었다. 패터슨이 6월 15일 회의에 그 방안을보고 할 때 결국에는 거절했지만, 작은 연방이 그 신념에 따라 모이는 계기를 제공했다.

### 해밀턴 방안
알렉산더 해밀턴은 뉴저지 계획안에도, 버지니아 계획안에도 만족하지 않고 자신의 방안을 제안했다. 그것은 영국 정부의 구조와 비슷했기 때문에 영국 계획안이라고도 한다. 해밀턴은 그 방안에서 연방 주권의 강탈을 옹호했다. 이 방안은 양원제 의회로 하원 의원은 3년 임기로 주민에 의해 선택되며, 상원 의원은 주민에 의해 선출된 선거인단에 의해 선출되고 종신 임기였다. 이 방안에서는 선거인단에 의해 선출되는 종신 임기의 주지사도 정해 법안에 대한 절대적인 거부 권한이 부여되었다. 연방 지사는 국가위원회에 의해 지명되고 국가 의회는 연방법에 대해 거부권이 있다고했다.
해밀턴은 그 안을 6월 18일 회의에 제출하였다. 이 안은 고심 끝에 접수되었지만, 너무 영국과 구조가 비슷했기 때문에 그다지 고려가 되지 않았다.

### 코네티컷 타협
코네티컷 연방 대의원 로저 셔먼이 만든 코네티컷 타협은 6월 11일에 제안되었다. 셔먼은 다음과 같이 제안했다. "제1원 의원 배분은 각각의 자유민에 비례해야 한다. 제2원 즉 상원은 각 연방이 1 표 또는 그 이상 있어야 한다." 셔먼은 대의원 사이에서 사랑 받고, 존경 받고 있었지만, 그 안은 당초 실패했다. 대표 문제가 마무리된 것은 7월 23일의 일이었다.

## 노예 제도
많은 문제가 미결로 남아 있었다. 그 중에서도 가장 중요한 문제는 노예 제도를 둘러싼 논의가 많은 것이었다. 미국 식민지는 인구의 약 5분의 1에 해당하는 노예가 있었다. 그 대부분은 남부 식민지에 살고 있었으며, 인구의 40%에 도달했다. 새로운 헌법의 하에 노예가 허용되어야 하는가는 북부와 남부 사이의 첨예한 논점이 되었고, 남부 몇 연방에서는 노예 제도가 인정 받아야 미합중국에 가입하겠다고 철폐를 거부하고 있었다.
노예제와 관련하여 논쟁을 낳은 문제점의 하나는 노예의 수가 의회의 대표 자격을 결정하는 인구로 계산할 것인가, 대표를 낼 수 없는 자산으로만 생각할 것인가에 대한 의문이었다. 노예 인구가 많은 연방에서 대의원 대표 수를 결정할 때는 인간으로 생각해야 한다, 그러나 새로운 정부가 인구에 따라 연방 과세한다면 자산으로 쳐야한다고 주장했다. 노예 제도가 소멸 또는 소멸하려하고 있던 연방 출신의 대의원은 노예가 과세의 근거에 포함되어야 하지만 대표자 수를 결정할 때는 포함되지 말아야 한다고 주장했다.
결국 대의원 제임스 윌슨이 "3/5 타협"을 제안했다. 결국 이 방안이 회의에서 채택되었다.
회의의 또 다른 문제는 노예 무역에 관한 것이었다. 10 연방은 이미 그것을 불법이라고 규정하고 있었다. 많은 대의원들은 열렬히 그것을 비난했지만, 나머지 3 연방, 조지아 연방과 남북 캐롤라이나 연방은 만약 노예 무역이 금지된다면, 회의 장소에서 떠날 것이라고 위협했다. 노예 무역은 이론이 많은 성격의 것이 었으므로 이 문제의 결론은 연기되었다. 회의 대의원들은 노예제에 관한 논쟁 때문에 헌법이 비준되지 않을 것을 원하지 않았다. 연방 의회는 노예 무역을 금지할 수 있는 권한이 있었지만, 실제로는 20년 이상 지난 1808년에 금지를 했다.

## 서명
7월말 이 회의는 합의 사항에 따라 문서의 초안을 만들기 위해 위원회를 지명했다. 논의와 조정에 소요된 1개월 후 제 2의 위원회인 작업 및 편성위원회를 구성하여 위원장은 가바누아 모리스 위원에게 해밀턴, 윌리엄 새뮤얼 존슨 , 루퍼스 킹과 매디슨가 참여하여 최종안을 작성하여 9월 17일에 서명을 요구하고 제출했다. 모리스는 당시나 지금이나 감동적인 서문을 포함하여 최종안의 주요 기안자로 인정 받고 있다.
대의원 모두가 최종 결과에 만족한 것은 아니었다. 어떤 사람은 서명 전에 회의에서 이탈했고, 남아 있던 사람도 3명은 서명을 거부했다. 버지니아 연방의 에드먼드 랜돌프와 조지 메이슨 , 매사추세츠 연방의 엘 브리지 게리였다. 조지 메이슨은 헌법을 지지하는 조건으로 권리 장전을 요구했다. 권리 장전은 궁극적으로 부가되는 것이며, 이 회의의 마지막 타협으로 간주하고 있었다. 일부 연방은 헌법을 비준할 때 이러한 수정안을 구체적으로 요구하였고, 다른 연방은 권리 장전이 곧 추가된다는 조건으로 헌법을 비준했다. 헌법에 서명한 39명의 사람도 아마 누구도 완전히 만족한 이는 없었을 것이다. 그러한 견해는 벤자민 프랭클린이 다음과 같이 교묘하게 요약했다.

## 같이 보기
- 미국 건국의 아버지
- 권리장전 (미국)